# Куп конфедерација у фудбалу 2013.
| КОНКАКАФ (Мексико) КОНМЕБОЛ (Бразил и Уругвај) УЕФА (Шпанија и Италија) | КАФ (Нигерија) АФК (Јапан) ОФК (Тахити) |

Куп конфедерација у фудбалу 2013. је девето издање Купа конфедерације које се одржало у Бразилу као увод у Светско првенство у фудбалу 2014. Такмичење је трајало од 15. до 30. јуна 2013. а репрезентација Бразила је одбранила титулу из 2009. године.

## Репрезентације
| Репрезентација | Конфедерација | Начин квалификовања                     | датум квалификовања |
| -------------- | ------------- | --------------------------------------- | ------------------- |
| Бразил         | КОНМЕБОЛ      | домаћин СП 2014.                        | 30. октобар 2007.   |
| Шпанија        | УЕФА          | победник Светског првенства 2010.       | 11. јули 2010.      |
| Јапан          | АФК           | победник Азијског купа 2011.            | 29. јануар 2011.    |
| Мексико        | КОНКАКАФ      | победник КОНКАКАФ Златног купа 2011.    | 25. јуни 2011       |
| Уругвај        | КОНМЕБОЛ      | победник Америчког купа 2011.           | 24. јули 2011.      |
| Тахити         | ОФК           | победник ОФК купа нација 2012.          | 10. јуни 2012.      |
| Италија        | УЕФА          | вицешампион Европског Првенства 2012. 1 | 28. јуни 2012.      |
| Нигерија       | КАФ           | победник Афричког купа нација 2013.     | 10. фебруар 2013.   |

1Италија је позвана на такмичење јер је Шпанија освојила и СП 2010. и ЕП 2012. Пошто оба такмичења шаљу победнике на Куп конфедерација, вицешампиони Еура 2012. су позвани.

## Градови
| Бело Оризонте                                                   | Бело ХоризонтеБразилијаФорталезаРесифеРио де ЖенеироСалвадор | Ресифе                                                      |
| --------------------------------------------------------------- | ------------------------------------------------------------ | ----------------------------------------------------------- |
| Минеирао планирани капацитет: 66.805 (надограђен)               | Бело ХоризонтеБразилијаФорталезаРесифеРио де ЖенеироСалвадор | Арена Пернамбуко планирани капацитет: 43.921 (нови стадион) |
| Бразилија                                                       | Бело ХоризонтеБразилијаФорталезаРесифеРио де ЖенеироСалвадор | Рио де Женеиро                                              |
| Стадион Мане Гаринча планирани капацитет: 71.412 (нови стадион) | Бело ХоризонтеБразилијаФорталезаРесифеРио де ЖенеироСалвадор | Маракана планирани капацитет: 76.525 (надограђен)           |
| Форталеза                                                       | Бело ХоризонтеБразилијаФорталезаРесифеРио де ЖенеироСалвадор | Салвадор                                                    |
| Кастелао планирани капацитет: 67.000 (надограђен)               | Бело ХоризонтеБразилијаФорталезаРесифеРио де ЖенеироСалвадор | Арена Фонте Нова планирани капацитет: 56.500 (реновиран)    |

## Жребање
Жребање за такмичење је било обављено у Сао Паулу 1. децембра 2012.
Правилником се репрезентације из исте конфедерације не могу наћи у истој групи, тј. једна екипа из УЕФА-е и једна из КОНМЕБОЛ-а ће чинити део једне групе а Бразил аутоматски иде у групу А, а тиме ће Уругвај бити у групи Б.

## Судије
ФИФА је објавила списак од 10 судија које ће судити 13. маја 2013.
| Конфедерација | Судија                      |
| ------------- | --------------------------- |
| АФК           | Јуичи Нишимура (Јапан)      |
| АФК           | Равшан Ирматов (Узбекистан) |
| КАФ           | Ђамел Хаимуди (Алжир)       |
| КОНКАКАФ      | Џоел Агилар (Ел Салвадор)   |
| КОНМЕБОЛ      | Дијего Алба (Аргентина)     |
| КОНМЕБОЛ      | Енрике Осес (Чиле)          |
| УЕФА          | Хауард Веб (Енглеска)       |
| УЕФА          | Феликс Брич (Немачка)       |
| УЕФА          | Бјорн Кујперс (Холандија)   |
| УЕФА          | Педро Проенса (Португал)    |

## Систем такмичења
Осам квалификованих репрезентација подељене су у две групе. Састав група је одређен жребом. Постоје два услова. Домаћин се налази у групи А, под бројем 1. Репрезентације из исте конфедерације морају бити у различитим групама. Пошто је домаћин у групи А Уругвај мора бити у групи Б. Раздвојене су и репрезентације Италије и Шпаније.
У групи игра свако са сваким једну утакмицу. Две првопласиране екипа из група иду у полуфинале, где ће унакрсно играти А1:Б2, А2:Б1. Победници играју у финалу.

## Групна фаза

### Група А
| Бразил                             | 3:0 Детаљи | Јапан |
| ---------------------------------- | ---------- | ----- |
| Нејмар 3’ · Паулињо 48’ · Жо 90+3’ |            |       |

| Мексико             | 1:2 Детаљи | Италија                  |
| ------------------- | ---------- | ------------------------ |
| Ернандез 34’ (пен.) |            | Пирло 27’ · Балотели 78’ |

| Бразил               | 2:0 Детаљи | Мексико |
| -------------------- | ---------- | ------- |
| Нејмар 9’ · Жо 90+3’ |            |         |

| Италија                                                             | 4:3 Детаљи | Јапан                                       |
| ------------------------------------------------------------------- | ---------- | ------------------------------------------- |
| де Роси 41’ · Учида 50’ (а. г.) · Балотели 52’ (пен.) · Ђовинко 86’ |            | Хонда 21’ (пен.) · Кагава 33’ · Оказаки 69’ |

| Италија                 | 2:4 | Бразил                                  |
| ----------------------- | --- | --------------------------------------- |
| Гаћерини 54’Кјелини 66’ |     | Данте 45+1’ · Нејмар 55’ · Фред 66’ 89’ |

| Јапан       | 1:2 Детаљи | Мексико          |
| ----------- | ---------- | ---------------- |
| Оказаки 86’ |            | Ернандез 54’ 66’ |

#### Табела
|  | Пласман у полуфинале           |
|  | Нису се пласирали у полуфинале |

|    | Табела групе А | И | Д | Н | И | ДГ | ПГ | ГР | Бод. |
| -- | -------------- | - | - | - | - | -- | -- | -- | ---- |
| 1. | Бразил         | 3 | 3 | 0 | 0 | 9  | 2  | +7 | 9    |
| 2. | Италија        | 3 | 2 | 0 | 1 | 8  | 8  | 0  | 6    |
| 3. | Мексико        | 3 | 1 | 0 | 2 | 3  | 5  | -2 | 3    |
| 4. | Јапан          | 3 | 0 | 0 | 3 | 4  | 9  | -5 | 0    |

### Група Б
| Шпанија                 | 2:1 Детаљи | Уругвај    |
| ----------------------- | ---------- | ---------- |
| Педро 20’ · Солдадо 32’ |            | Суарез 88’ |

| Тахити       | 1:6 Детаљи | Нигерија                                                                        |
| ------------ | ---------- | ------------------------------------------------------------------------------- |
| Џ. Техао 54’ |            | Валар 5’ (а. г.) · Одвамади 10’, 26’, 76’ · Џ. Техао 69’ (а. г.) · Ечиеџиле 80’ |

| Шпанија                                                                        | 10:0 Детаљи | Тахити |
| ------------------------------------------------------------------------------ | ----------- | ------ |
| Торес 5’, 33’, 57’, 78’ · Давид Силва 31’, 89’ · Виља 39’, 49’, 64’ · Мата 66’ |             |        |

| Нигерија      | 1:2 Детаљи | Уругвај                 |
| ------------- | ---------- | ----------------------- |
| Оби Микел 37’ |            | Лугано 19’ · Форлан 51’ |

| Нигерија | 0:3 Детаљи | Шпанија                 |
| -------- | ---------- | ----------------------- |
|          |            | Алба 3’ 88’ · Торес 62’ |

| Уругвај                                                                      | 8:0 Детаљи | Тахити |
| ---------------------------------------------------------------------------- | ---------- | ------ |
| Хернандез 2’ 24’ 45+1’ 67’ (пен.) · Перез 27’ · Лодеиро 61’ · Суарез 82’ 90’ |            |        |

#### Табела
|  | Пласман у полуфинале           |
|  | Нису се пласирали у полуфинале |

|    | Табела групе Б | И | Д | Н | И | ДГ | ПГ | ГР  | Бод. |
| -- | -------------- | - | - | - | - | -- | -- | --- | ---- |
| 1. | Шпанија        | 3 | 3 | 0 | 0 | 15 | 1  | +14 | 9    |
| 2. | Уругвај        | 3 | 2 | 0 | 1 | 11 | 3  | +8  | 6    |
| 3. | Нигерија       | 3 | 1 | 0 | 2 | 7  | 6  | +1  | 3    |
| 4. | Тахити         | 3 | 0 | 0 | 3 | 1  | 24 | -23 | 0    |

## Полуфинале
|  | Полуфинале              | Полуфинале |                          |       | Финале | Финале |
|  |                         |            |                          |       |        |        |
|  | 26. јун – Бело Оризонте |            |                          |       |        |        |
|  |                         |            |                          |       |        |        |
|  | Бразил                  | 2          |                          |       |        |        |
|  | Бразил                  | 2          | 30. јун – Рио де Жанеиро |       |        |        |
|  | Уругвај                 | 1          |                          |       |        |        |
|  | Уругвај                 | 1          | Бразил                   | 3     |        |        |
|  | 27. јун – Форталеза     |            | Бразил                   | 3     |        |        |
|  |                         | Шпанија    | 0                        |       |        |        |
|  | Шпанија                 | Шпанија    | 0                        | 0 (7) |        |        |
|  | Шпанија                 |            |                          | 0 (7) |        |        |
|  | Италија                 | 0 (6)      |                          |       |        |        |
|  | Италија                 | 0 (6)      | Треће место              |       |        |        |
|  |                         |            |                          |       |        |        |
|  | 30. јун – Салвадор      |            |                          |       |        |        |
|  |                         |            |                          |       |        |        |
|  | Уругвај                 | 2 (2)      |                          |       |        |        |
|  | Уругвај                 | 2 (2)      |                          |       |        |        |
|  | Италија                 | 2 (3)      |                          |       |        |        |

| Бразил                 | 2:1 Детаљи | Уругвај    |
| ---------------------- | ---------- | ---------- |
| Фред 41’ · Паулињо 86’ |            | Кавани 48’ |

| Шпанија                                                   | 0:0                | Италија                                                                |
| --------------------------------------------------------- | ------------------ | ---------------------------------------------------------------------- |
| · Чави · Инијеста · Пике · Рамос · Мата · Бускетс · Навас | Детаљи 7 – 6 (пен) | · Кандрева · Аквилани · Де Роси · Ђовинко · Пирло · Монтоливо · Бонући |

## Меч за треће место
| Уругвај                                                         | 2:2                | Италија                                                                  |
| --------------------------------------------------------------- | ------------------ | ------------------------------------------------------------------------ |
| Кавани 58’ · 78’ · Форлан · Кавани · Суарез · Касерес · Гаргано | Детаљи 2 – 3 (пен) | Астори 24’ · Диаманти 73’ · Аквилани · Ел Шарави · Де Сциглио · Гаћерини |

## Финале
| Бразил                   | 3:0 Детаљи | Шпанија |
| ------------------------ | ---------- | ------- |
| Фред 2’ 47’ · Нејмар 42’ |            |         |

| Победник Купа конфедерација 2013.     |
| ------------------------------------- |
| Репрезентација Бразила Четврта титула |

### Награде
| Златна копачка | Златна рукавица | Златна лопта | Пехар ФИФА за фер-плеј |
| -------------- | --------------- | ------------ | ---------------------- |
| Фернандо Торес | Жулио Сезар     | Нејмар       | Шпанија                |

| Сребрна копачка  | Сребрна лопта   |
| ---------------- | --------------- |
| Фред             | Андрес Инијеста |
| Бронзана копачка | Бронзана лопта  |
| Нејмар           | Паулињо         |

## Листа стрелаца
| 5 голова - Фред - Фернандо Торес 4 гола - Нејмар - Абел Хернандез 3 гола - Хавијер Ернандез - Едисон Кавани - Намди Одвамади - Давид Виља - Луис Алберто Суарез 2 гола - Паулињо - Жо - Марио Балотели - Шинџи Оказаки - Хорди Алба - Давид Силва 1 гол - Данте - Андреа Пирло - Себастиан Ђовинко - Данијеле де Роси - Емануеле Гаћерини - Ђорђо Кјелини - Алесандро Диаманти - Давиде Астори - Кеисуке Хонда - Шинђи Кагава - Џон Оби Микел - Елдерсон Ечијиле - Дијего Лугано - Дијего Форлан - Дијего Перез - Николас Лодеиро - Педро - Роберто Солдадо - Хуан Мата - Џонатан Техао Аутогол - Ацуто Учида (против Италије) - Николас Валар (против Нигерије) - Џонатан Техао (против Нигерије) |